# Терешок
Терешок — деревня в Починковском районе Смоленской области России. Входит в состав Стодолищенского сельского поселения. Население — 51 житель (2007 год). 
Расположена в центральной части области в 32 км к юго-востоку от Починка, в 1 км западнее автодороги А141 Орёл — Витебск, на берегу реки Гребля. В 0,5 км восточнее деревни расположена железнодорожная станция Стодолище на линии Смоленск — Рославль. 

## История
В 1835 г. была сооружена деревянная церковь Николая Чудотворца с колокольней.
В годы Великой Отечественной войны деревня была оккупирована гитлеровскими войсками в июле 1941 года, освобождена в сентябре 1943 года.